# Forțe armate speciale din România
Aceasta este o listă de forțelor pentru scopuri speciale din România:
- Serviciul de Poliție pentru Intervenție Rapidă (SPIR)
- Grupul Special de Protecție și Intervenție (GSPI Acvila) (2003-2009)
- Brigada Antiteroristă, fostă Unitatea Specială de Luptă Antiteroristă (USLA)
- Serviciul pentru Intervenții și Acțiuni Speciale (SIAS)
- Detașamentul de Intervenție Rapidă - en:Detașamentul de Intervenție Rapidă
- Detașamentul de Poliție pentru Intervenție Rapidă (DPIR) - en:Detașamentul de Poliție pentru Intervenție Rapidă [1]
- Departamentul de Intervenție și Acțiuni Speciale (DIAS) [2][3][4][5][6]
- Brigada Specială de Intervenție a Jandarmeriei Române “Vlad Țepeș”
- Detașamentele Intervenție Antiteroristă din cadrul Grupărilor de jandarmi mobile
- Serviciul Operații Speciale - fost Serviciul acțiuni antiteroriste și forțe speciale (SAAFS)
- Școala de Aplicație a Forțelor pentru Operații Speciale - fostă Școala de Aplicație pentru Parașutiști de la Buzău
- Detașamentul de căutare-salvare în luptă (DCSL), înființat la 1 septembrie 2008
- Serviciul Independent pentru Intervenții și Acțiuni Speciale (SIIAS)

- Forțele Armate Române
  - Grupul Naval de Forțe pentru Operații Speciale (GNFOS) [4]
  - Brigada 6 Operații Speciale [7]